# Dawid Podsiadło
Dawid Podsiadło (né le 23 mai 1993  à Dąbrowa Górnicza, en Pologne) est un auteur-compositeur-interprète polonais. Il est connu pour avoir gagné X Factor en Pologne. Il fait aussi partie des chanteurs les plus populaires de sa génération dans son pays.

## Biographie
Dawid Podsiadło commence à chanter à l'âge de 7 ans. Jusqu'à ses 10 ans, il voulait être un batteur et a joué sur des tabourets de cuisine. Il est diplômé de l'école secondaire de W. Łukasiński.

## Carrière

### Les Débuts (2013-)
En mai 2013, il sort son premier album Comfort and Happiness grâce au label Sony Music. Dès la première semaine de sa sortie l'album est en première place dans le SILO classement. En juillet de la même année, il se produit au prestigieux Open'er Festival à Gdynia au nord de la Pologne.
En 2014, il sort une nouvelle musique intitulé "4:30" qu'il compose pour le film de Robert Gliński dont le titre est Kamienie na szaniec. Aux prix Fryderyk 2014, Il gagne quatre statuettes celle d'artiste de l'année (voté par le public), Début de l'année, l'album de l'année pour son premier album Comfort and Happiness et enfin chanson de l'année pour Trojkaty i Kwadraty. Il fait aussi la première partie de Thirty Seconds to Mars qui passe à Rybnik le 22 juin.
En 2022, il compose "Let you down" pour la série anime Cyberpunk: edgerunners